# Ночная Маргарита
«Ночная Маргарита» (фр. Marguerite de la nuit) — кинофильм режиссёра Клода Отан-Лара, вышедший в 1955 году.

## Сюжет
Мефистофель в облике владельца ночного кабаре и торговца наркотиками в наши дни на премьере оперы Шарля Гуно «Фауст» находит престарелого потомка доктора. Познакомив героя, жаждущего любви, с молодой певицей из собственного кабаре, он тем самым вызывает желание старика помолодеть и в результате заключает с ним контракт — вечная молодость в обмен на душу. Но несладко живётся герою и его возлюбленной, зло наполняет каждое мгновение их жизни. И Маргарита, не в состоянии больше терпеть, умоляет Мефистофеля спасти своего возлюбленного. Дьявол соглашается, но взамен девушка должна привести ему новую жертву для нового договора.

## В ролях
- Мишель Морган — Маргарита
- Ив Монтан — Леон
- Жан Дебюкур
- Жак Кленси — Анжело
- Жак Эрвин — тенор
- Массимо Джиротти — Валентин
- Женевьева Морель — консьерж